# Moapa Valley (dal)
Moapa Valley är en dal i Clark County i Nevada. I dalen ligger orten Moapa Valley.
Dalen är omkring 64 kilometer lång. Genom den flyter Muddy River, som kommer från Warm Springs Natural Area och  mynnar ut i Lake Mead. I dalen finns samhällena Moapa Town, Logandale och Overton. Logandale ligger 19 kilometer sydost om Moapa Town och Overton ligger omkring åtta kilometer sydost om  Logandale. Innan tillkomsten av Lake Mead, fanns också orten St. Thomas, som övergavs 1938. 

## Historia
Moapa Valley befolkades ursprungligen av anasazi-indianer omkring 350 före Kristus. Omkring 500 efter Kristus ersatte jordbruk jakt som den viktigaste källan till näringsmedel för "korgmakarfolket". Vid den tiden började också keramiktillverkning. Omkring 600 efter Kristus började invånarna, som nu benämns förfäder till puebloindianerna, att bygga sina bostäder med trä och grenar och med adobe som tätningsmaterial. Jordbruket var då väl etablerat, med majs, bönor, squash och bomull som viktigaste grödor. De jagade också svartsvanshjort, tjockhornsfår, kaniner och gnagare med pil och båge.
Omkring 1000 efter Kristus flyttade paiuter in i Moapa Valley-området. Paiuterna var jägare och samlare. De bodde i tillfälliga hyddor av grenar, och tillverkade keramik av mindre avancerat slag än anasazierna. Paiuterna och anasazierna samexisterade utan större problem i dalen.  
Anasazi övergav dalen omkring 1150, troligen efter en svårt torka. När de första vita nybyggarna anlände, tvingade paiuterna flytta till ett indianreservat  nära Moapa Town, där de fortfarande bor idag.
De första vita nybyggarna i Moapa Valley var mormoner, vilka kom på 1860-talet. Mormoner har därefter dominerat befolkningen i området allt sedan dess.